# Parakleet
Parakleet (Latijn: paracletus, Oudgrieks παράκλητος paráklētos) is een begrip uit het Nieuwe Testament dat vertaald wordt als Trooster in de NBG 51-vertaling. In de Nieuwe Bijbelvertaling wordt daarvoor in de plaats pleitbezorger (met onderkast) gebruikt. In het Evangelie volgens Johannes duidt de term de Heilige Geest aan. In 1 Johannes (2:1) wordt met deze term Jezus Christus aangeduid.
In uitgebreidere zin wordt met Parakleet in de antropologie en vergelijkende theologie ook een messiaanse figuur en verlosser van een onderdrukt volk aangeduid.

## Etymologie
Het woord parakleet komt van het Koinè-Grieks παράκλητος, een passieve vorm, met als oorspronkelijke betekenis "aan iemands zijde gevraagd", "iemand die erbij geroepen wordt". Dit gebruik ontwikkelde zich in de zin van "helper in de rechtbank" - maar niet als advocaat of professionele adviseur. Vandaar de vertaling "pleitbezorger" (of soms: "helper").
De actieve vorm is parakletor, die niet voorkomt in het Nieuwe Testament maar wel in de Septuagint, in Job 16:2. Het staat daar in het meervoud, waar Job zijn vrienden "jammerlijke vertroosters" (NBG '51) noemt.
In de rabbijnse literatuur komt paráklētos als leenwoord voor en wordt het gebruikt als een pleitbezorger voor God. Bekering en goede werken zijn krachtige pleitbezorgers tijdens het Oordeel.

## Religieuze achtergrond

### De Helper
Sommigen leiden het gebruik van paráklētos in de geschriften van Johannes terug op het concept van hemelse helpers. Veel van dit soort helpers verschijnen in de literatuur van het mandeïsme. De term is rekbaar, maar wordt specifiek toegepast op de onthuller. Ook de Odes van Salomo spreken van een hemelse helper, maar duiden hiermee God zelf aan. Er zijn wel parallellen met het concept dat in Johannes wordt aangetroffen, vooral in de mandeïsche ideeën als een zending van boven, het meegeven van instructies, het leiden tot redding en sterken in moreel gedrag, maar de gedachte van een juridische pleitbezorger komt er niet in voor en de pluraliteit aan helpers verschilt van de twee in Johannes (Jezus en de Heilige Geest). Daar komt bij dat de term paráklētos noch in de literatuur van de mandeïsme noch in de Odes als titel wordt gebruikt.

### De Pleitbezorger
De oorsprong van het gebruik door Johannes is ook gezocht in het oudtestamentische concept van pleitbezorger, dat hierin belangrijk is. De patriarchen (Gen. 18:23ff) en profeten (Jer. 14:7ff) bemiddelen tussen God en degenen die schuldig of geteisterd zijn. Zij hebben ook de functie Gods wil aan deze personen uit te leggen. Een wat hogere pleitbezorger is die van Job in Job 33:23 (vergelijk 5:1; 16:19ff; 19:25ff). Dit is de vriend in de hemel die niet alleen als pleitbezorger dient in het hemelse gerechtshof, maar ook streng onderricht geeft en oproept tot berouw. Zie voor een vergelijkbaar gebruik ook Zach. 1:12; 3:1ff.
In de apocriefen en pseudepigrafen vinden we ook de idee van pleitbezorgen, bijvoorbeeld door de profeten, de rechtvaardigen, van hen die God vrezen en bemiddelende engelen, die zowel kunnen vervolgen als verdedigen, maar ook degenen die aan hun zorg zijn toevertrouwd kunnen onderwijzen en adviseren.
In de rabbijnse literatuur komt de idee van een hemelse pleitbezorger vaak voor. De wet, offers en goede werken hebben deze functie, samen met de rechtvaardigen, bemiddelende engelen en de Geest, die bij God zowel pleit voor genade voor Israël als Israël herinnert aan hun plicht jegens God.
Het concept van de pleitbezorger uit het Oude Testament en in het Judaïsme is duidelijk aanwezig in 1 Joh. 2:1. In het Oude Testament en Judaïsme zijn ook veel overeenkomsten te vinden met de kijk op de Geest in Joh. 14ff, bijvoorbeeld als gezaghebbende onderwijzer (14:26), getuige van openbaring (15:26) en spreker bij de rechtszaak van de wereld bij God (16:8ff). De idee dat dit pleitbezorgen zowel op aarde als in de hemel plaatsvindt komt ook zowel in het Oude Testament als in het Judaïsme voor. Uiteindelijk lijkt dit alles erop te wijzen dat het gebruik van paráklētos in het Nieuwe Testament meer verwant is aan het concept van "pleitbezorger" uit het Oude Testament dan aan het concept van de "helper" uit de wereld van het mandeïsme.

## Betekenis in het Nieuwe Testament
Het beperkte gebruik van de term paráklētos in het Nieuwe Testament beperken enige consistente indruk. In 1 Joh 2:1 wordt paráklētos duidelijk gebruikt als de "pleitbezorger" die de zondige gelovige vertegenwoordigt in het gerechtshof van de Vader en wordt de term toegepast op Jezus Christus. In Joh 16:7ff is de idee van een rechtszaak weer aanwezig, maar hier is de Heilige Geest de raadgever van de discipel in zijn verhouding tot de wereld, en de context (Joh 16:7, 13ff; 15:26; 14:16-17, 26) kan een bredere betekenis dan "helper" aanduiden. De betekenis "trooster" past niet bij enige van deze passages, al wordt deze term in sommige vertalingen gebruikt. 
De eerste idee die in het Nieuwe Testament duidelijk wordt verbonden aan paráklētos, is die van "pleitbezorger" of "advocaat" aan Gods balie in de hemel. In plaats van vele pleitbezorgers erkennen christenen er nu slechts één, Jezus Christus. Hij is onze bemiddelaar aan Gods rechterhand (Rom. 8:34). Hij plaatst zijn onsterfelijke leven in dienst van zijn volk (Heb. 7:25). Hij bekleedt niet alleen het ambt van rechter maar belooft ook hen te verdedigen die hem belijden (Matt. 10:32, 33). De christelijke idee van een eschatologische parakleet gaat terug op Jezus zelf.
Rijkelijker ontwikkeld en moeilijk te definiëren is de idee in Johannes van een Parakleet die in en voor de discipelen werkt. Eerst is dat Jezus (Joh. 14:16), dan de Geest, die het werk van Jezus voltooit en de discipelen tot de volledige waarheid leidt (Joh. 14:26), over Jezus getuigt (Joh. 15:26) en de wereld veroordeelt (Joh. 16:8ff). Dit werk komt overeen met de pleitbezorger uit het Oude Testament en is verbonden met de dienst van de Geest die elders in het Nieuwe Testament wordt aangetroffen (Rom. 8:26, 27; Mark. 13:11; Luk. 13:6ff). De Griekse term zou heel goed te herleiden kunnen zijn tot de term die Jezus zelf gebruikte in zijn moedertaal. Bij het vertalen verhinderen de vele secundaire betekenissen het enige juiste equivalent te kunnen vaststellen.

### Interpretatie door de kerkvaders
In de vroege kerk vatten de Griekse kerkvaders Jezus' rol als paráklētos op in de zin van "pleitbezorger" of "advocaat", waarbij Origenes de idee van Christus' bemiddelende werk introduceerde. Met betrekking tot de Heilige Geest is de vroege strekking weer "pleitbezorger", maar sommige kerkvaders beginnen de Heilige Geest te beschouwen als de "trooster", omdat zij denken dat de geschriften van Johannes ten doel hadden de discipelen te troosten na Jezus' vertrek. De Latijnse kerkvaders gebruiken zowel advocatus als consolator en deze termen verschijnen ook in de Latijnse vertalingen als deze niet het Griekse paracletus of paraclitus behouden.

## Personen die zich Parakleet bestempelden

### In de vroege Kerkgeschiedenis
De grondlegger Montanus (†ca. 195) van de vroegchristelijke sekte der Montanisten noemde zichzelf parakleet. Hetzelfde deed Mani (216–276), de stichter van het Manicheïsme. Hij noemde zich bovendien "zegel van de profeten". 

### In India
In de 21e eeuw is er de Indische Shri Mataji of Nirmala Srivastava die zich tot parakleet heeft uitgeroepen.

### Op Java
Op Java leeft de traditie van de beloofde mohammedaanse parakleet, de geprofeteerde bevrijder van Java die Ratoe Adil of "rechtvaardige vorst" wordt genoemd. Men heeft in de loop der eeuwen in meerdere Javaanse leiders de voorspelde Ratoe Adil herkend. Het graf van een van hen, Hamengkoeboewono IX in Imogiri, wordt dan ook op islamitische feestdagen en op nieuwjaarsdag veel bezocht.

### In Zuid-Amerika
In de Andes bestaat de traditie van de Inca-parakleet, de bevrijder en verlosser van de onderdrukte Inca's.

## Overig
- Het kwartaalmagazine Parakleet is het officiële orgaan van de Verenigde Pinkster- en Evangeliegemeenten.